# Walking the Town
Walking the Town è il secondo ed ultimo singolo di Mina estratto dalla colonna sonora Piccola strenna. È stato pubblicato il 21 gennaio 2011 dalla PDU.